# Langton by Wragby
Langton by Wragby – wieś i civil parish w Anglii, w Lincolnshire, w dystrykcie East Lindsey. W 2001 civil parish liczyła 92 mieszkańców. Langton by Wragby jest wspomniana w Domesday Book (1086) jako Langetone.